# Ave María, Dolce María
Ave María, Dolce María es una adaptación de la pieza que es conocida a menudo como el Ave María de Schubert, pero fue compuesta originalmente como un arreglo de una canción popular del poema épico de Walter Scott La dama del lago (The Lady of the Lake), en una traducción al alemán realizada por Adam Storck (1780-1822), y por lo tanto forma parte de Liederzyklus vom Fräulein vom See de Schubert. En el poema de Scott, el personaje de Ellen Douglas, la «dama» de «el lago» (Loch Katrine en las Tierras Altas de Escocia), se ha ido con su padre para esconderse en la cercana «Cueva del duende» para evitar la venganza del rey a su anfitrión, Roderick Dhu, el jefe del Clan Alpin, quien los había cobijado desde que el rey los exilió. Ella canta una oración dirigida a la Virgen María (un Ave María), invocando su ayuda. Roderick Dhu, que está en lo más alto de la montaña guiando al clan a la guerra, no oye su canción.
Se dice que la pieza fue interpretada por primera vez en el castillo de la condesa Sophie Weissenwolff en la pequeña ciudad austriaca de Steyregg y que estaba dedicada a ella, lo que la llevó a ser conocida como «la dama del lago».
Las palabras de apertura y el estribillo de la canción de Ellen, a saber, «Ave María», pudo conducir a la idea de adaptar la melodía de Schubert como un arreglo para el texto completo de la oración tradicional católica del Ave María. La versión latina del Ave María tiene ahora un uso tan frecuente con la melodía de Schubert que ha dado lugar a la idea errónea de que originalmente escribió la melodía como un arreglo para el Ave María.
En esta pieza Vittoriano Benvenuti compuso la música pero la letra fue escrita en realidad por Pavarotti. Esta pieza fue interpretada por primera vez por Los Tres Tenores: Luciano Pavarotti, José Carreras y Plácido Domingo en Viena en 1999 además se encuentra en el CD de Pavarotti O Holy Night y The three tenors Christmas.
La letra de la pieza es: 
Ave Maria! Jungfrau mild,
Erhöre einer Jungfrau Flehen,
Aus diesem Felsen starr und wild
Soll mein Gebet zu dir hinwehen.
Wir schlafen sicher bis zum Morgen,
Ob Menschen noch so grausam sind.
O Jungfrau, sieh der Jungfrau Sorgen,
O Mutter, hör ein bittend Kind!
Ave Maria!
Ave Maria! Unbefleckt!
Wenn wir auf diesen Fels hinsinken
Zum Schlaf, und uns dein Schutz bedeckt
Wird weich der harte Fels uns dünken.
Du lächelst, Rosendüfte wehen
In dieser dumpfen Felsenkluft,
O Mutter, höre Kindes Flehen,
O Jungfrau, eine Jungfrau ruft!
Ave Maria!
Ave Maria! Reine Magd!
Der Erde und der Luft Dämonen,
Von deines Auges Huld verjagt,
Sie können hier nicht bei uns wohnen,
Wir woll'n uns still dem Schicksal beugen,
Da uns dein heil'ger Trost anweht;
Der Jungfrau wolle hold dich neigen,
Dem Kind, das für den Vater fleht.
Ave Maria!